# Edmond
Edmond je moško osebno ime.

## Izvor imena
Ime Edmond je različica moškega osebnega imena Edmund.

## Pogostost imena
Po podatkih Statističnega urada Republike Slovenije je bilo na dan 31. decembra 2007 v Sloveniji število moških oseb z imenom Edmond: 45.

## Osebni praznik
Osebe z imenom Edmond lahko godujejo takrat kot osebe z imenom Edmund.

## Znane osebe
- Edmond Halley, angleški astronom